# Zbigniew Kłoczowski
Zbigniew Kłoczowski (ur. 21 maja 1929 w Warszawie, zm. 30 maja 1984 w Poznaniu) – profesor nauk rolniczych, wieloletni pracownik Instytutu Hodowli i Aklimatyzacji Roślin (IHAR), specjalista w zakresie hodowli słonecznika oleistego. Syn Eugeniusza Kłoczowskiego i Ireny z domu Cichowskiej, brat Jerzego Kłoczowskiego i Jana Andrzeja Kłoczowskiego. 

## Życiorys
Do roku 1940 mieszkał w rodzinnym majątku w Bogdanach Wielkich, powiat przasnyski, na północnym Mazowszu. Podczas wojny przebywał w Zielonce pod Warszawą. W roku 1948 zdał maturę w liceum księży Marianów na Bielanach w Warszawie, a następnie rozpoczął studia na Wydziale Rolniczo-Leśnym Uniwersytetu Poznańskiego, które ukończył uzyskaniem tytułu magistra w roku 1953. Pracę magisterską napisał pod kierunkiem prof. dr. hab. Stefana Barbackiego. Podczas studiów angażował się w Duszpasterstwie Akademickim działającym przy kościele ojców Dominikanów.
Pracę rozpoczął w Stacji Hodowlano-Badawczej Borowo koło Czempinia, należącej do Instytutu Hodowli i Aklimatyzacji Roślin (IHAR). W roku 1963 został przeniesiony do Zakładu Roślin Oleistych tego Instytutu w Poznaniu. W roku 1966 obronił pracę doktorską, której tematem były Badania nad metodami uzyskania heterozji u słonecznika oleistego dla wykorzystania jej w hodowli tej rośliny. W roku 1975 przedstawił pracę habilitacyjną Studia nad niektórymi cechami słonecznika oleistego i ich znaczeniem w hodowli tej rośliny w Polsce. W pracy badawczej skupiał się głównie nad wyprodukowaniem przydatnych dla polskich warunków odmian słonecznika oleistego. Wyhodował dwie nowe odmiany słonecznika 'Wielkopolski' (1972) i 'Lech' (1983). Do rejestru odmian oryginalnych zostały ponadto zgłoszone trzy odmiany populacyjne, a także dwa pierwsze mieszańce liniowe słonecznika oleistego. Zbigniew Kłoczowski był także współautorem dwóch zarejestrowanych odmian lnu oleistego 'Opal' i 'Szafir'.
Dorobek wydawniczy Zbigniewa Kłoczowskiego stanowią 52 rozprawy i artykuły naukowe oraz 25 artykułów popularnonaukowych. Był członkiem wielu Towarzystw Naukowych oraz Rad, m.in. European Association for Research in Plant Breeding „Eucarpia”, Polskiego Towarzystwa Genetycznego i Polskiego Towarzystwa Nauk Agrotechnicznych, Rady Naukowej Instytutu Krajowych Włókien Naturalnych w Poznaniu. Współpracował ściśle z Coordination Centre of the F.A.O. Research Network on Sunflower. 
W ostatnich latach swojego życia rozpoczął zbieranie materiałów do historii hodowli roślin w Polsce. Zgromadził obszerne materiały źródłowe obejmujące ok. 2000 notatek i wypisów bibliograficznych, ale nie zdążył ich opracować.
Członek Polskiego Towarzystwa Tatrzańskiego (PTT), później PTTK oraz Klubu Wysokogórskiego w Poznaniu. Uczestniczył w Ogólnopolskiej Alpiniadzie Zimowej w Tatrach w roku 1954. 
Był żonaty z Teresą Kłoczowską z.d. Skarzyńską. Miał dwie córki Małgorzatę i Aleksandrę.